# Sasha Grey
Marina Ann Hantzis (Sacramento, California; 14 de marzo de 1988), conocida por su nombre artístico Sasha Grey, es una modelo, escritora, actriz, streamer y exactriz pornográfica estadounidense. Tras criarse en Sacramento, California, se trasladó a Los Ángeles y comenzó a aparecer en películas pornográficas poco después de cumplir los dieciocho años. Grey ganó quince premios por su carrera pornográfica entre 2007 y 2010, incluyendo varios Premios AVN. Durante el mismo período, comenzó a trabajar como modelo y protagonizó la película The Girlfriend Experience, de Steven Soderbergh y otros proyectos independientes.
También fue fundadora, escritora y cantante del proyecto de música industrial, llamado aTelecine, el cual dejó en 2013. Ese mismo año, publicó su primer libro, La sociedad Juliette, de temática erótica. Forma parte del proyecto Read Across America, que busca promover la lectura en los colegios.

## Biografía
Marina Ann Hantzis nació en la ciudad californiana de North Highlands, Estados Unidos. Creció en el seno de una familia de origen griego, clase obrera y partidaria del catolicismo en Sacramento, California, donde su madre trabajaba para el estado. Su padre era mecánico. Sus padres se divorciaron cuando ella tenía cinco años, y fue criada por su madre. Su madre contrajo segundas nupcias en 2000, cuando Grey tenía doce años. Ha afirmado que no se sentía bien compartiendo la casa con su padrastro y como resultado, a los dieciséis años, decidió independizarse sin consultárselo a su madre. También declaró que aunque sus padres no comparten muchas cosas de las que ella hace, se lleva cordialmente con ellos.
Asistió a cuatro escuelas secundarias antes de graduarse, pero no se sintió bien en ninguna, debido a un leve acoso escolar, ella dice que nunca recibió acoso por parte de sus compañeros, pero sí notó como les era totalmente indiferente su presencia. Después de graduarse tomó clases de cine, danza y actuación. Trabajó de camarera tras independizarse en 2005, donde pudo reunir suficiente dinero para poder mudarse a Los Ángeles a los dieciocho años de edad.
En 2005 comenzó una relación sentimental con el director pornográfico Ian Cinnamon cuando ella tenía dieciséis años y él veintinueve, quien años después la convencería para entrar en el mundo del porno. Finalmente la pareja rompió en 2012. Más tarde Sasha Grey comunicaba que el motivo de su ruptura se debía al maltrato psicológico, físico y sexual recibido por Ian Cinnamon durante años.

## Carrera

### Actriz pornográfica

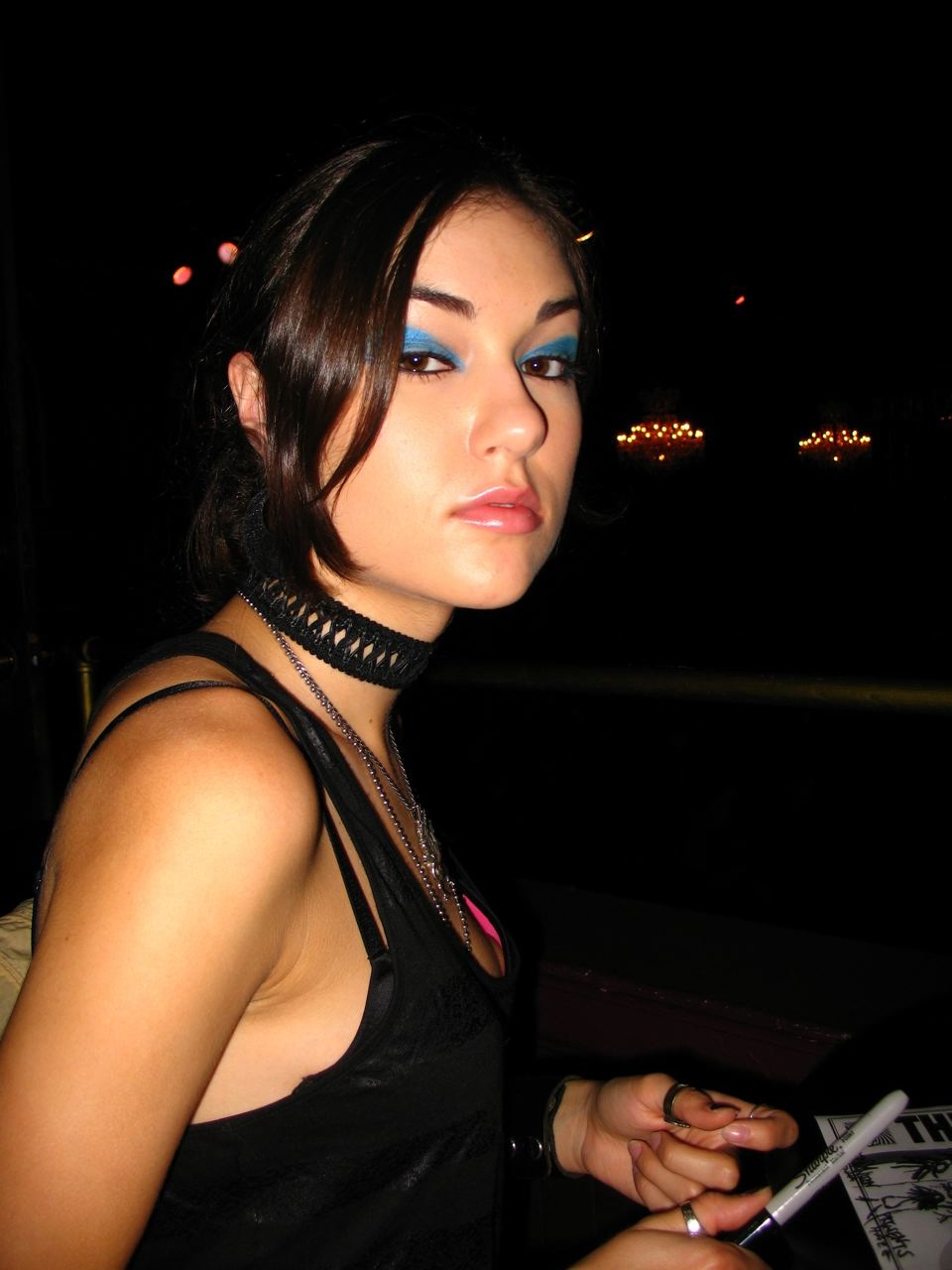
Sasha Grey en 2007.

En junio de 2006, Grey se mudó a Los Ángeles y comenzó su carrera en películas para adultos, justo después de cumplir 18 años. En un principio utilizó el nombre Anna Karina —el nombre de la exesposa de Jean-Luc Godard— antes de decidirse por su actual nombre artístico. Declaró que el nombre «Sasha» venía de Sascha Konietzko del grupo KMFDM, mientras que «Grey» procede de la novela de Oscar Wilde El retrato de Dorian Gray y de la escala de Kinsey de la sexualidad.
Su primera escena fue una orgía con Rocco Siffredi para la película The Fashionistas 2 de John Stagliano. Durante la filmación, «sorprendió» a su colega al solicitarle que le diera un puñetazo en el estómago durante una felación. Casi seis meses después de entrar en la industria pornográfica, Grey apareció en la edición de noviembre de 2006 de Los Angeles Magazine donde fue catalogada como una potencial gran estrella, tal vez la próxima Jenna Jameson.
Menos de un año después de entrar en la industria, Grey obtuvo los premios a la Mejor escena trío de sexo y Mejor escena grupal de sexo en los Premios AVN. También fue nominada como Mejor actriz revelación, premio obtenido finalmente por Naomi. Grey fue nombrada Pet of The Month en julio de 2007 en 2008 también fue retratada por el artista Abdul Vas y fotografiada por el fotógrafo de moda Terry Richardson. En 2008, fue la ganadora más joven del Premio AVN para la Artista Femenina del año.
Grey fue reseñada en la sección «Hot Issue», en la edición de diciembre de 2008 de la revista Rolling Stone.
Se representó a sí misma en la industria pornográfica a través de su propia agencia, L.A. Factory Girls, mientras que The Spread Group gestionaba sus apariciones en otros medios. En el 2009 empezó a rodar un documental sobre sus experiencias en la industria del cine pornográfico, que van desde los 18 a los 21 años.
Ha sido portada de la revista de música Popular 1 en el número de marzo de 2010, en España.
El 8 de abril de 2011 anunció a través de su perfil en Facebook su retirada del cine para adultos.

### Modelo
Grey participó en el material gráfico del álbum Zeitgeist de The Smashing Pumpkins, además de aparecer en el vídeo musical «Superchrist». También participó en el vídeo musical de la canción «Birthday Girl» de The Roots.
En enero del 2010, posó desnuda en un anuncio publicitario para la organización People for the Ethical Treatment of Animals, durante una campaña sobre la necesidad de controlar la natalidad de algunas especies animales.

### Actriz
Grey apareció en un episodio de James Gunn's PG Porn junto a James Gunn, en un rol de cameo en la película independiente de Dick Rude Quit, y protagonizando la película de horror/comedia negra canadiense de bajo presupuesto Smash Cut. Ha protagonizado la película del galardonado director Steven Soderbergh, The Girlfriend Experience.
En marzo de 2010, Grey participó en el reparto de la película de terror Hallows, dirigida por Richard O'Sullivan, desempeñando el papel de una cristiana contraria a las relaciones sexuales prematrimoniales.
Grey se incorporará al reparto de la séptima temporada de la producción de HBO, Entourage, donde hará el papel de ella misma. Su personaje será la nueva novia de Vincent Chase durante varios episodios.
El 27 de junio de 2011, Sasha Grey aparece en el vídeo musical Space Bound del famoso rapero Eminem, donde interpreta a la novia del personaje del clip.
También, en 2011 participó en el videojuego Saints Row: The Third, en el que interpretó a Viola DeWynter, un personaje secundario, pero importante en la trama. También participó en algunos spots publicitarios del videojuego.
En 2014, Sasha forma parte, junto con Elijah Wood, del elenco de la película española Open Windows, dirigida por Nacho Vigalondo.

### Música
En 2008, Grey inició un proyecto colaborativo de música industrial llamado ATelecine junto a Pablo St. Francis. Su primer EP, llamado AVigillant Carpark, fue lanzado por la compañía discográfica neoyorquina Pendu Sound en formato de disco de vinilo de 7 pulgadas. También contribuyó cantando en el álbum Aleph at Hallucinatory Mountain de Current 93. Narnack Records la citó como artista invitada en la canción «Pum-Pum» del álbum Repentance de Lee Perry, y aunque el propio Perry ha negado su participación.

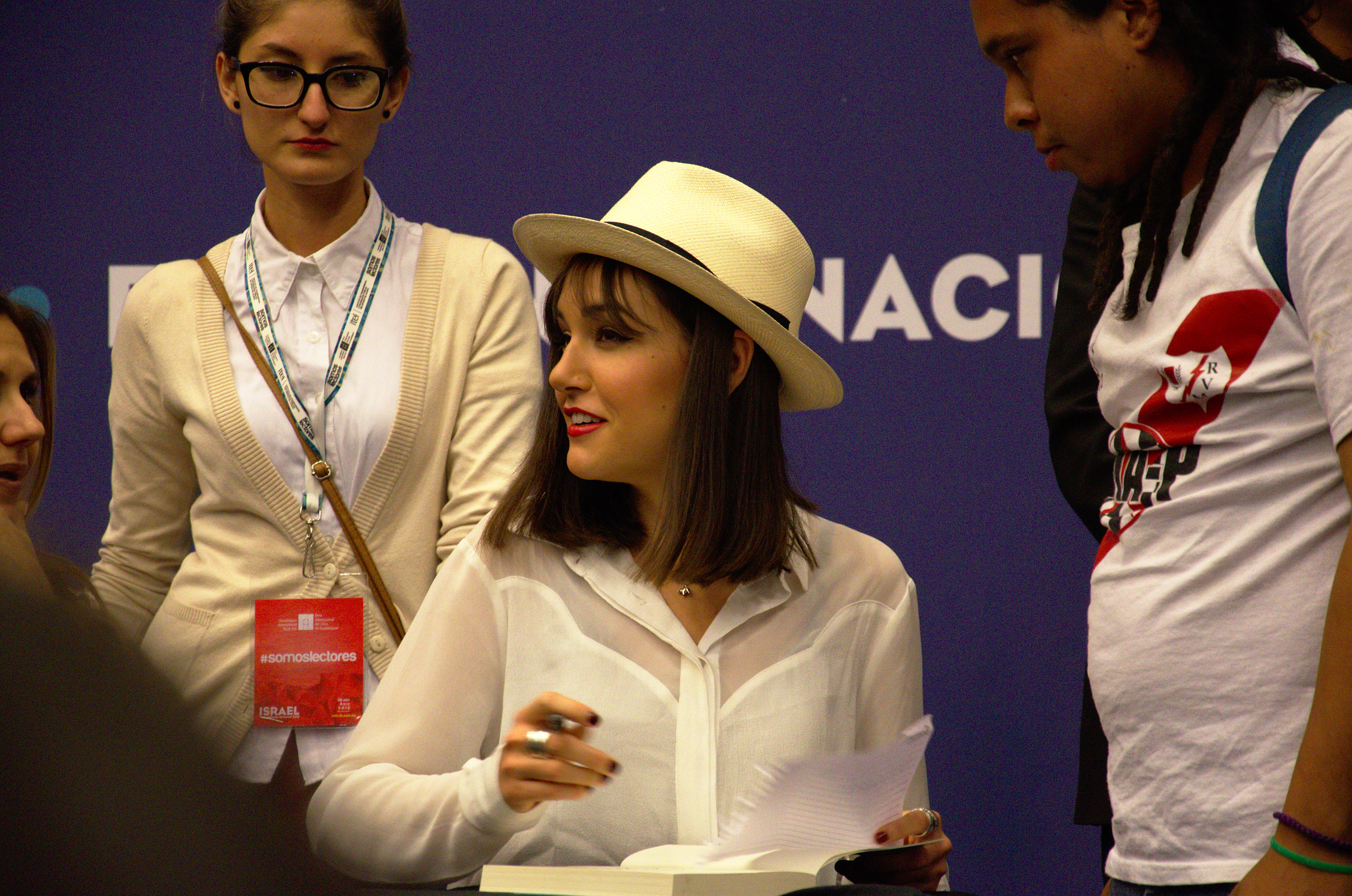
Sasha Grey firmando libros en la Feria Internacional del Libro de Guadalajara de 2013.

### Escritora
El primer libro de Grey fue un fotolibro llamado Neü Sex el cual fue lanzado el 29 de marzo de 2011.
Su segundo libro, una novela erótica llamada The Julliete Society, fue lanzado el 9 de mayo de 2013. En 2016, se publicó el segundo libro de la trilogía The Juliette Society, The Janus Chamber, y una tercera entrega, The Mismade Girl, le siguió en 2018. Grey señaló que The Juliette Society era "un poco autobiográfica".
La trilogía ha sido traducida a varios idiomas.

### Polémica por imagen
En febrero de 2010, Grey declaró que apoyaba el control de la natalidad de los animales en una entrevista a PETA.
En noviembre del 2011 fue invitada por una escuela de Los Ángeles a leer libros para alumnos del primer grado, como parte de un proyecto de la organización «Read Across America» que busca promover la lectura entre los niños más pequeños. Esto ocasionó una gran polémica entre un grupo de padres de familia, algunos de los cuales protestaron por su presencia y el contacto con sus hijos.

## Premios
- 2007 – Premio AVN – Mejor escena de Bukkake – Fuck Slaves (con Sandra Romain y Manuel Ferrara)[39]
- 2007 – Premio AVN – Mejor escena de sexo grupal (vídeo) – Fashionistas Safado: The Challenge[39]
- 2007 – Premio XRCO – Mejor actriz joven[40]
- 2007 – Adultcon Top 20 Adult Actresses[41]
- 2008 – Premio AVN – Mejor escena de sexo oral (vídeo) – Babysitters[42]
- 2008 – Premio AVN – Mejor actriz[42]
- 2008 – Premio XRCO – Mejor actriz[43]
- 2009 – Premio XRCO – Mainstream Adult Favorite[44]
- 2010 – Premio AVN – Mejor escena de sexo anal – Anal Cavity Search 6[45]
- 2010 – Premio AVN – Mejor escena de sexo oral – Throat: A Cautionary Tale[45]
- 2010 – Premio AVN – The Jenna Jameson Crossover Star of the Year[45]
- 2010 – Premio XBIZ – Crossover Star of the Year[46]
- 2010 – Premio XRCO – Mainstream Adult Media Favorite[47]
- 2010 – Premio F.A.M.E. – Favorite Oral Starlet[48]

## Filmografía

### Películas
| Año  | Título                      | Rol                       |
| ---- | --------------------------- | ------------------------- |
| 2007 | Homo Erectus                | chica cavernícola         |
| 2008 | 9 to 5 – Days in Porn       | Ella misma                |
| 2009 | The Girlfriend Experience   | Chelsea / Christine Brown |
| 2009 | Smash Cut                   | April Carson              |
| 2010 | Quit                        | Mini-mart clerk           |
| 2011 | I Melt With You             | Raven                     |
| 2011 | Skinny Dip                  | Holly Haven               |
| 2012 | The Girl from the Naked Eye | Lena                      |
| 2012 | Would You Rather            | Amy                       |
| 2014 | Open Windows                | Jill Goddard              |
| 2014 | The Scribbler               | Bunny                     |
| 2015 | Hot Girls Wanted            | Documental                |

### Televisión
| Año  | Título                     | Rol        |                     |
| ---- | -------------------------- | ---------- | ------------------- |
| 2009 | Porn: Business of Pleasure | Ella misma | CNBC TV Documentary |
| 2010 | Entourage                  | Ella misma | 6 episodios         |
| 2013 | Durch die Nacht mit …      | Ella misma | 1 episodio          |

### Obras literarias
| Año  | Título                  |
| ---- | ----------------------- |
| 2013 | La sociedad Juliette    |
| 2018 | La habitación prohibida |

### Videos musicales
| Año  | Título        | Rol           |                       |
| ---- | ------------- | ------------- | --------------------- |
| 2008 | Birthday Girl | Birthday Girl | The Roots             |
| 2008 | Superchrist   | Bailarina     | The Smashing Pumpkins |
| 2011 | Space Bound   | Chica         | Eminem                |
| 2014 | Toxic         | Villana       | David J               |

### Web
| Año |
| --- |

### Videojuegos
| Año  | Título                      | Rol            |       |
| ---- | --------------------------- | -------------- | ----- |
| 2011 | Saints Row: The Third       | Viola DeWynter | Voice |
| 2015 | Saints Row: Gat Out of Hell | Viola DeWynter | Voice |